# Georg Wenker

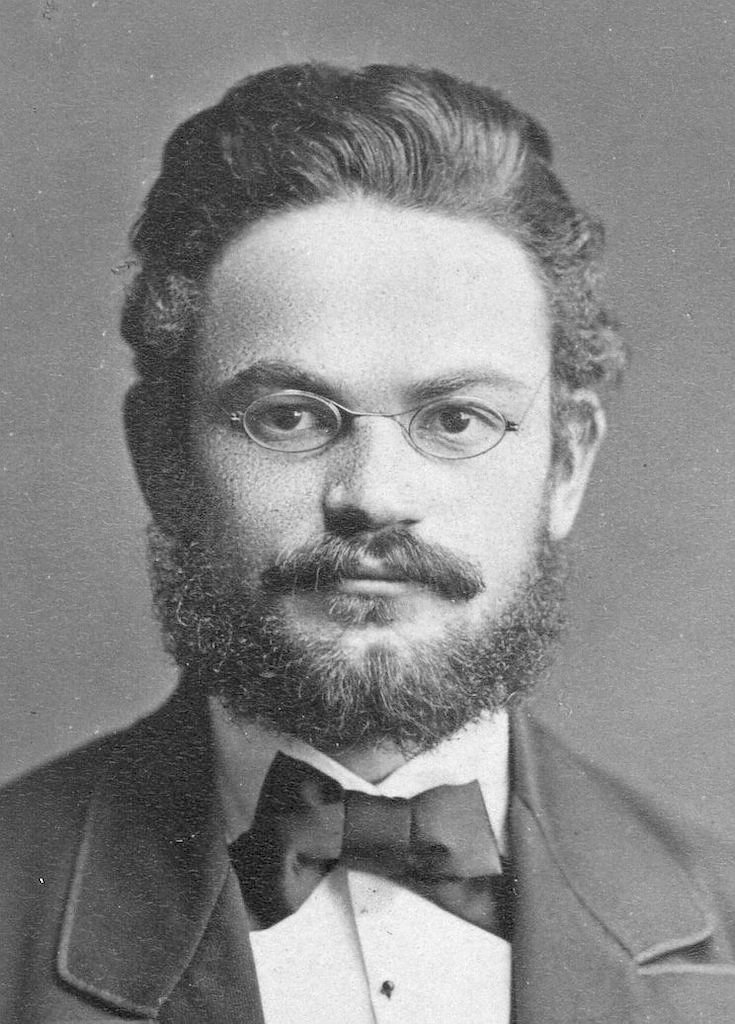
Georg Wenker (1878)

Georg Wenker (* 25. Februar 1852 in Düsseldorf; † 17. Juli 1911 in Marburg) war ein deutscher Sprachwissenschaftler.

## Leben
Georg Wenkers Eltern waren der Kunsthändler Johann Gottfried Wenker und Wilhelmine Petri aus Dortmund.
Wenker besuchte 1867 bis 1872 das Düsseldorfer Gymnasium und legte dort das Abitur ab. Er studierte in Zürich, Bonn und Marburg und promovierte im Jahre 1876 an der Universität Tübingen mit einer Dissertation zum Thema Über die Verschiebung des Stammsilbenauslautes im Germanischen. 1877 wurde er Bibliothekar in Marburg.
Wenker war von 1888 bis zu seinem Tode Leiter des Forschungsinstituts für Deutsche Sprache an der Universität Marburg und begründete den Sprachatlas des Deutschen Reichs, der auch als Wenkeratlas bekannt ist und aus dem das heutige Forschungszentrum Deutscher Sprachatlas hervorging. Dazu stellte er bis 1880 die 40 heute nach ihm benannten Wenkersätze zusammen, die er in den Folgejahren von Lehrern aus dem gesamten Deutschen Reich in deren jeweilige Ortsmundart übertragen ließ.

## Ehrung
- 1886 ernennt ihn die Koninklijke Vlaamse Academie voor Taal- en Letterkunde in Gent zum auswärtigen Ehrenmitglied.

## Werke
- Über die Verschiebung des Stammsilben-Auslauts im Germanischen. Tabellen und Untersuchungen. Bonn 1876 (Google)
- Das rheinische Platt. 2. Aufl., Düsseldorf 1877 (Google)
- Sprach-Atlas von Nord- und Mitteldeutschland. Auf Grund von systematisch mit Hülfe der Volksschullehrer gesammeltem Material aus circa 30000 Orten. Text / Einleitung, Straßburg/London 1881 (Google)
- Herrn Bremers Kritik des Sprachatlas. In: G. Wenker, F. Wrede: Der Sprachatlas des deutschen Reichs. Dichtung und Wahrheit. Marburg 1895 (Google)

- Georg Wenker: Schriften zum „Sprachatlas des Deutschen Reichs“. Gesamtausgabe. Herausgegeben und bearbeitet von Alfred Lameli. Unter Mitarbeit von Johanna Heil und Constanze Wellendorf. 3 Bände. Hildesheim / New York / Zürich 2013f.
- Georg Wenker: Sprachatlas des Deutschen Reichs. Handgezeichnetes Original von Emil Maurmann, Georg Wenker und Ferdinand Wrede. Marburg 1889–1923. Publiziert als Digitaler Wenker-Atlas (DiWA) auf www.regionalsprache.de.
- Deutscher Sprachatlas. Auf Grund des von Georg Wenker begründeten Sprachatlas des Deutschen Reichs in vereinfachter Form begonnen von Ferdinand Wrede, fortgesetzt von Walther Mitzka und Bernhard Martin. Marburg 1927–56.